# Cianur d'argent
El cianur d'argent és un compost químic constituït per cations argent(1+), {\displaystyle {\ce {Ag+}}}, i anions cianur, {\displaystyle {\ce {CN-}}}, amb la fórmula química {\displaystyle {\ce {AgCN}}}. Es forma un sòlid blanc després del tractament de solucions que continguin {\displaystyle {\ce {Ag+}}} amb cianur. Aquesta precipitació química es fa servir en alguns sistemes per a recuperar l'argent de la solució.

## Estructura i propietats
La seva estructura consta de cadenes rectes {\displaystyle {\ce {-Ag-C # N-Ag-C # N -}}}, on els enllaços del catió argent(1+) són parcialment covalents. Aquestes cadenes es disposen paral·lelament, agrupades hexagonalment. Els cations argent(1+), {\displaystyle {\ce {Ag+}}}, estan separats 5,26 Å, un valor menor que l'esperat degut a la ressonància dels enllaç covalent. Aquests enllaços d'argent a carboni i d'argent a nitrogen tenen una longitud de ~2.09 Å i els grups cianur mostren desordre de cap a cua.
Es presenta en forma de pols blanca a grisa, inodora, que s'enfosqueix si s'exposa a la llum. És poc soluble en aigua, Kps = 4,5×10-12. És soluble en dissolucions d'amoníac, àcids concentrats, solució aquosa de cianurs d'elements alcalins i solucions aquoses de tiosulfat de sodi. Les dissolucions de cianurs alcalins el dissolen per formació dels complexos {\displaystyle {\ce {[Ag(OH)(CN)]^-}}}, {\displaystyle {\ce {[Ag(CN)2]^-}}}i {\displaystyle {\ce {[Ag(CN)3]^2-}}}.
El cianur d'argent es descompon lentament quan està humit, donant cianur d'hidrogen, {\displaystyle {\ce {HCN}}}, que és tòxic per inhalació. La fusió amb clorats metàl·lics, perclorats, nitrats o nitrits pot causar una explosió violenta a temperatura ambient.

## Preparació
Es pot preparar per precipitació d'una dissolució de cianur de potassi, {\displaystyle {\ce {KCN}}}, o cianur de sodi, {\displaystyle {\ce {NaCN}}}, amb una de nitrat d'argent, {\displaystyle {\ce {AgNO3}}}:
{\displaystyle {\ce {KCN + AgNO3 -> AgCN + KNO3}}}

## Usos
Tant AgCN com KAg(CN)₂ s'han usat en solucions per recobrir amb argent des de l'any 1840 quan els germans Elkington patentaren el sistema. Una solució típica per recobrir amb argent podria contenir KAg(CN)₂ 15-40 gL−1, KCN 12-120 gL−1 i K₂CO₃ gL−1.